# 吴亚非
吴亚非（？—），男，中华人民共和国军事人物、政治人物，中国人民解放军少将，曾任中共江西省委常委兼中国人民解放军江西省军区司令员。